# Межинек (Західнопоморське воєводство)
Межинек (пол. Mierzynek) — село в Польщі, у гміні Карліно Білоґардського повіту Західнопоморського воєводства.
Населення — 29 осіб (2011).
У 1975-1998 роках село належало до Кошалінського воєводства.

## Демографія
Демографічна структура станом на 31 березня 2011 року:
|          | Загалом | Допрацездатний вік | Працездатний вік | Постпрацездатний вік |
| -------- | ------- | ------------------ | ---------------- | -------------------- |
| Чоловіки | 15      | 1                  | 12               | 2                    |
| Жінки    | 14      | 3                  | 7                | 4                    |
| Разом    | 29      | 4                  | 19               | 6                    |